# Zagyvaszántó
Zagyvaszántó is een plaats (község) en gemeente in het Hongaarse comitaat Heves. Zagyvaszántó telt 2084 inwoners (2006).